# Parviplana californica
Parviplana californica är en plattmaskart. Parviplana californica ingår i släktet Parviplana och familjen Leptoplanidae. Inga underarter finns listade i Catalogue of Life.